# Sung Ji-hyun
Sung Ji-hyun (koreanisch 성지현; * 29. Juli 1991 in Seoul) ist eine südkoreanische Badmintonspielerin.

## Karriere
Sung Ji-hyun wurde 2010 Mannschaftsweltmeisterin mit dem südkoreanischen Damenteam durch den Gewinn des Uber Cups. Bei der Badminton-Juniorenweltmeisterschaft 2008 hatte sie mit dem Team bereits Silber gewonnen. Bei der Korea Open Super Series 2010 wurde die Zweite im Dameneinzel, bei der Malaysia Super Series 2010 und der Japan Super Series 2010 Fünfte.

## Sportliche Erfolge
| Saison | Veranstaltung              | Disziplin   | Platz | Name         |
| ------ | -------------------------- | ----------- | ----- | ------------ |
| 2008   | Junioren-Weltmeisterschaft | Team        | 2     | Südkorea     |
| 2010   | Uber Cup                   | Damenteam   | 1     | Südkorea     |
| 2010   | Korea Open                 | Dameneinzel | 2     | Sung Ji-hyun |
| 2010   | Japan Open                 | Dameneinzel | 5     | Sung Ji-hyun |
| 2010   | Malaysia Open              | Dameneinzel | 5     | Sung Ji-hyun |
| 2015   | Sommer-Universiade         | Dameneinzel | 1     | Sung Ji-hyun |